# Royal Rumble (2000)
Royal Rumble 2000 a fost cea de-a treisprezecea ediție a Royal Rumble, un eveniment pay-per-view de wrestling profesionist, produs de World Wrestling Federation. A avut loc pe 23 ianuarie din anul 2000 în Madison Square Garden din New York.

## Rezultate
- Tazz l-a învins pe Kurt Angle
  - Tazz l-a lăsat pe Angle K.O. cu "Tazzmission".
  - Acesta a fost debutul lui Tazz în WWF.
- The Hardy Boyz i-au învins pe The Dudley Boyz într-un Tag Team Elimination Table Match (10:17)
  - Matt și Jeff l-au eliminat pe Bubba Ray după un "Event Omega" pe o masă.
  - Bubba Ray și D-Von l-au eliminat pe Matt după un "Asisted Second Rope Powerbomb" către o masă.
  - Jeff l-a eliminat pe D-Von după un "Swanton Bomb" de pe un balcon la intrare pe o masă.
- Chris Jericho i-a învins pe Hardcore Holly și Chyna câștignd posesia unică a Centurii Intercontinentale (7:30)
  - Jericho a numărat-o pe Chyna după un "Lionsault"
  - Chyna și Jericho erau co-campioni înainte de meci.
- The New Age Outlaws (Road Dogg & Mr.Ass) i-au învins pe The Acolytes (Faarooq & Bradshaw) păstrându-și centurile Campionatele pe echipe din WWF (2:35) 
  - Mr.Ass l-a numărat pe Bradshaw după un "Famouser".
  - În timpul luptei, X-Pac a intervenit în favoarea lui Road Dogg și Mr.Ass
- Triple H l-a învins Cactus Jack într-un Street Fight Match păstrându-și Campionatul WWF (26:51)
  - Triple H l-a numărat pe Jack după un "Pedigree" pe pioneze.
  - După meci Jack l-a atacat pe Triple H care se afla pe o targă.
  - În timpul luptei The Rock l-a atacat pe Triple H.
- The Rock a câștigat meciul Royal Rumble 2000 (51:49)
  - The Rock l-a eliminat în sfârșit pe The Big Show câștigând meciul.